# Солдатский чибис
Солда́тский чи́бис (лат. Vanellus miles) — вид птиц семейства ржанковых (Charadriidae).

## Внешний вид
Солдатский чибис достигает величины до 35 см и весит до 450 г при размахе крыльев около 85 см. Самцы и самки выглядят одинаково.

## Распространение
Данный вид обитает в Австралии, Тасмании, Новой Зеландии и Новой Гвинее. К его среде обитания относятся прежде всего открытые луга, поля и болотистые местности. Он не боится близости людских поселений и нередко встречается в городских парках.

## Поведение
Солдатский чибис питается насекомыми, пауками, червями, ракообразными, а также семенами растений. Он живёт главным образом на поверхности, встречается в парах или небольших группах. Спаривания имеют место круглый год. Для откладывания яиц строится простое земляное гнездо, за раз в него откладывается по 3—4 яйца. После периода насиживания, длящегося около четырёх недель, из них вылупливаются птенцы, которые спустя год достигают взрослых размеров. Продолжительность жизни солдатского чибиса составляет 20 лет.

## Угрозы
В дикой природе солдатский чибис под угрозой исчезновения не находится.